# مرتضی نجفی

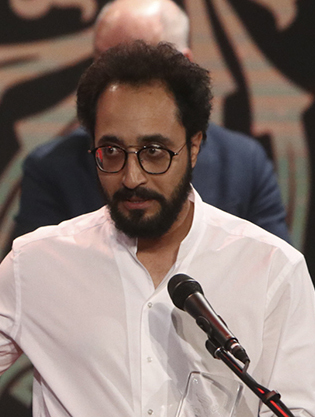
مراسم اختتامیهٔ سی و هشتمین جشنوارهٔ فیلم فجر در مرکز همایش‌های برج میلاد در ۲۲ بهمن ۱۳۹۸ در تهران، ایران

الگو:جعبه بازیگر با مرتضی نجفی بازیگر اشتباه نگیرید
مرتضی نجفی (زاده ۱ بهمن ۱۳۶۵) مدیر فیلم‌برداری و  نورپرداز ایرانی است.
مرتضی نجفی فعالیت خود را درسال ۱۳۷۹ با سریال خواب و بیدار دستیار فیلمبردار مرحوم رسول احدی و به کارگردانی مهدی فخیم زاده آغاز کرد. مرتضی نجفی که کار خود را با دستیاری و کسب تجربه در کنار دانش و علم این حرفه آغاز کرده بود، برای فیلم تومان برندهٔ سیمرغ بلورین بهترین فیلمبرداری از سی و هشتمین جشنواره فیلم فجر شد. او در سال بعد نیز، برای دو فیلم روشن و یدو نیز برنده سیمرغ بلورین بهترین فیلمبرداری در سی و نهمین جشنواره فیلم فجر گردید که در صنعت سینما ایران رکوردی منحصر به فرد است.
مرتضی نجفی، به عنوان نورپرداز، فیلم‌بردار و مدیر فیلم‌برداری در بسیاری از مشهورترین آثار سینمای ایران و ده‌ها فیلم کوتاه همکاری کرده‌است.

## فیلم‌شناسی
| سمت             | نام فیلم                       | کارگردان          | تهیه‌کننده         | سال تولید | توضیحات                                                                   |
| --------------- | ------------------------------ | ----------------- | ----------------- | --------- | ------------------------------------------------------------------------- |
| مدیر فیلم‌برداری | مهاجر کوچولو                   | بتین قبادی        | محمد احمدی        | ۱۳۹۶      |                                                                           |
| مدیر فیلم‌برداری | تومان                          | مرتضی فرشباف      | سعید سعدی         | ۱۳۹۷      | برنده سیمرغ بلورین بهترین فیلم‌برداری در سی و هشتمین دوره جشنواره فیلم فجر |
| مدیر فیلم‌برداری | هستی و زمان                    | مانی باغبانی      | علی مصفا          | ۱۳۹۷      |                                                                           |
| مدیر فیلم‌برداری | روشن                           | روح‌الله حجازی     | جواد نوروزبیگی    | ۱۳۹۸      | برنده سیمرغ بلورین بهترین فیلم‌برداری در سی و نهمین دوره جشنواره فیلم فجر  |
| مدیر فیلم‌برداری | یدو                            | مهدی جعفری        | محمدرضا مصباح     | ۱۳۹۹      | برنده سیمرغ بلورین بهترین فیلم‌برداری در سی و نهمین دوره جشنواره فیلم فجر  |
| مدیر فیلم‌برداری | تفریق                          | مانی حقیقی        | مجید مطلبی        | ۱۴۰۰      |                                                                           |
| مدیر فیلم‌برداری | آکتور (سریال)                  | نیما جاویدی       | مجید مطلبی        | ۱۴۰۰–۱۴۰۱ | این سریال در پلفترم های فیلیمو و نماوا در حال پخش می‌باشد.                 |
| مدیر فیلم‌برداری | وحشی (سریال)                   | هومن سیدی         | محمدرضا صابری     | ۱۴۰۳      | این سریال در پلتفرم فیلمنت در حال پخش میباشد.                             |
| فیلم‌بردار       | رئیس کل                        | سید محمد مرعشی    | سید محمد مرعشی    | ۱۳۹۴      | مستند اکران شده در دوازدهمین جشنواره سینما حقیقت                          |
| گروه فیلم‌برداری | کلاه‌پهلوی                      | سید ضیاءالدین دری | محمدرضا تخت کشیان | ۱۳۸۹      | سریال پخش شده از شبکه اول سیما                                            |
| گروه فیلم‌برداری | یوسف پیامبر                    | فرج‌الله سلحشور    | فرج‌الله سلحشور    | ۱۳۸۳–۱۳۸۶ | سریال پخش شده از شبکه اول سیما                                            |
| گروه فیلم‌برداری | وقت چیدن گردوها                | ایرج امامی        | حسین جلایل        | ۱۳۸۲      |                                                                           |
| گروه فیلم‌برداری | مزرعه پدری                     | رسول ملاقلی پور   | حبیب‌الله کاسه ساز | ۱۳۸۲      |                                                                           |
| گروه فیلم‌برداری | مشق عشق                        | بهرام بهرامیان    | مجید اوجی         | ۱۳۸۲      | سریال پخش شده از شبکه اول سیما                                            |
| گروه فیلم‌برداری | خواب و بیدار                   | مهدی فخیم‌زاده     | سیدجمال ساداتیان  | ۱۳۷۹      | سریال پخش شده از شبکه اول سیما                                            |
| گروه فیلم‌برداری | عشق سال‌های جنگ                 | علی بهادر         | علی بهادر         | ۱۳۷۹      | سریال پخش شده از شبکه سه سیما                                             |
| نور پرداز       | ایستگاه اتمسفر                 | مهدی جعفری        | علیرضا قاسم‌خان    | ۱۳۹۵      |                                                                           |
| نور پرداز       | سد معبر                        | محسن قرایی        | بهمن کامیار       | ۱۳۹۵      |                                                                           |
| نور پرداز       | پا تو کفش من نکن               | محمدحسین فرح‌بخش   | عبدالله علیخانی   | ۱۳۹۵      |                                                                           |
| نور پرداز       | رضا                            | علیرضا معتمدی     | کیومرث پوراحمد    | ۱۳۹۵      |                                                                           |
| نور پرداز       | امکان مینا                     | کمال تبریزی       | منوچهر محمدی      | ۱۳۹۴      |                                                                           |
| نور پرداز       | اژدها وارد می‌شود               | مانی حقیقی        | مانی حقیقی        | ۱۳۹۴      |                                                                           |
| نور پرداز       | مالاریا                        | پرویز شهبازی      | مسعود ردایی       | ۱۳۹۴      |                                                                           |
| نور پرداز       | بارکد                          | مصطفی کیایی       | مصطفی کیایی       | ۱۳۹۴      |                                                                           |
| نور پرداز       | پدیده                          | علی احمدزاده      | مصطفی شایسته      | ۱۳۹۴      |                                                                           |
| نور پرداز       | من دیگو مارادونا هستم          | بهرام توکلی       | جواد نوروزبیگی    | ۱۳۹۳      |                                                                           |
| نور پرداز       | مادر قلب اتمی                  | علی احمدزاده      | سید امیر سیدزاده  | ۱۳۹۳      |                                                                           |
| نور پرداز       | شهر موشها ۲                    | مرضیه برومند      | منیزه حکمت        | ۱۳۹۳      |                                                                           |
| نور پرداز       | دربند                          | پرویز شهبازی      | امیر سمواتی       | ۱۳۹۱      |                                                                           |
| نور پرداز       | زندگی مشترک آقای محمودی و بانو | روح‌الله حجازی     | مهدی داوری        | ۱۳۹۱      |                                                                           |
| نور پرداز       | فرزند چهارم                    | وحید موسائیان     | وحید موسائیان     | ۱۳۹۱      |                                                                           |
| نور پرداز       | برلین منفی ۷                   | رامتین لوافی      | سعید پورشریف      | ۱۳۹۰      |                                                                           |
| نور پرداز       | خوابم میاد                     | رضا عطاران        | محمدرضا تخت کشیان | ۱۳۹۰      |                                                                           |
| نور پرداز       | زندگی خصوصی آقا و خانم میم     | روح‌الله حجازی     | محمدرضا شفیعی     | ۱۳۹۰      |                                                                           |
| نور پرداز       | گناهکاران                      | فرامرز قریبیان    | فرامرز قریبیان    | ۱۳۹۰      |                                                                           |
| نور پرداز       | بغض                            | رضا درمیشیان      | سید غلامرضا موسوی | ۱۳۹۰      |                                                                           |
| نور پرداز       | میگرن                          | مانلی شجاعی فرد   | مجید آقاگلیان     | ۱۳۹۰      |                                                                           |
| نور پرداز       | ورود آقایان ممنوع              | رامبد جوان        | علی سرتیپی        | ۱۳۸۹      |                                                                           |
| نور پرداز       | خانه پدری                      | کیانوش عیاری      | کیانوش عیاری      | ۱۳۸۹      |                                                                           |
| نور پرداز       | آل                             | بهرام بهرامیان    | علی معلم          | ۱۳۸۸      |                                                                           |
| نور پرداز       | چیزهایی هست که نمی‌دانی         | فردین صاحب‌الزمانی | منیزه حکمت        | ۱۳۸۸      |                                                                           |
| نور پرداز       | پوپک و مش ماشالا               | فرزاد مؤتمن       | منیزه حکمت        | ۱۳۸۸      |                                                                           |
| نور پرداز       | آناهیتا                        | عزیزالله حمیدنژاد | عزیزالله حمیدنژاد | ۱۳۸۷      |                                                                           |
| نور پرداز       | موش                            | شاهد احمدلو       | سعید سعدی         | ۱۳۸۷      |                                                                           |
| نور پرداز       | برخورد خیلی نزدیک              | اسماعیل میهن دوست | محمد خزاعی        | ۱۳۸۷      |                                                                           |
| نور پرداز       | مردی که گیلاس‌هایش را خورد      | پیمان حقانی       | امیر سمواتی       | ۱۳۸۷      |                                                                           |
| نور پرداز       | تاکسی نارنجی                   | ابراهیم وحیدزاده  | ابراهیم وحیدزاده  | ۱۳۸۷      |                                                                           |
| نور پرداز       | صداها                          | فرزاد مؤتمن       | علی واجد سمیعی    | ۱۳۸۷      |                                                                           |
| نور پرداز       | ریسمان باز                     | مهرشاد کارخانی    | حبیب‌الله کاسه ساز | ۱۳۸۶      |                                                                           |
| نور پرداز       | خواب زمستانی                   | سیامک شایقی       | سیامک شایقی       | ۱۳۸۶      |                                                                           |
| نور پرداز       | بازنده                         | قاسم جعفری        | داریوش بابائیان   | ۱۳۸۳      |                                                                           |
| فیلم‌بردار       | زودپز                          | رامبد جوان        | منصور سهراب‌پور    | ۱۴۰۳      |                                                                           |

## تئاترشناسی
| عنوان    | نام نمایش             | کارگردان       | محل اجرا           | سال اجرا |
| -------- | --------------------- | -------------- | ------------------ | -------- |
| طراح نور | کورالاین              | امید سپهری     | تالار وحدت         | ۱۴۰۳     |
| طراح نور | مری پاپینز            | احمد سلیمانی   | تالار وحدت         | ۱۳۹۸     |
| طراح نور | بی نوایان             | حسین پارسایی   | اسپیناس پالاس      | ۱۳۹۷     |
| طراح نور | الیور توئیست          | حسین پارسایی   | تالار وحدت         | ۱۳۹۶     |
| طراح نور | لامبورگینی            | سیامک صفری     | پردیس تئاتر شهرزاد | ۱۳۹۶     |
| طراح نور | می‌سی‌سی‌پی نشسته می‌میرد | همایون غنی‌زاده | تالار وحدت         | ۱۳۹۵     |

## جوایز
- سیمرغ بلورین بهترین فیلم‌برداری در سی و هشتمین دوره جشنواره فیلم فجر برای فیلم تومان
- برنده سیمرغ بلورین بهترین فیلم‌برداری در سی و نهمین دوره جشنواره فیلم فجر برای فیلم‌های یدو و روشن
- جایزه بهترین دستاورد هنری در بخش بین‌الملل سی و چهارمین جشنواره بین‌المللی فیلم‌های کودکان و نوجوانان برای فیلم‌برداری فیلم یدو
- جایزه بهترین فیلمبرداری در بیست و یکمین جشن حافظ برای فیلمبرداری فیلم تومان
- دیپلم افتخار بهترین دستاورد فنی در سی و چهارمین جشنواره بین المللی فیلم های کودکان و نوجوانان برای فیلم یدو
- جایزه بهترین فیلمبردار در سی و یکمین جشنواره فیلم Golden Panda Awards <پاندای طلایی> کشور چین